# Praça Seca
Praça Seca és un barri de la Zona Oest del municipi de Rio de Janeiro. Té com a via principal el carrer Cândido Benício, important connexió entre Madureira i els altres barris de Jacarepaguá.
Limita amb els barris de Vila Valqueire, Campinho, Cascadura, Quintino Bocaiúva i Tanque.
El seu IDH, l'any 2000, era de 0,845, el 57 millor del municipi del Rio. Actualment considerat un dels barris més perillosos de la ciutat de Rio Janeiro.
El clima a Praça Seca (Vall del Marangá), és calent, molt semblant al clima de la resta de la zona Oest.

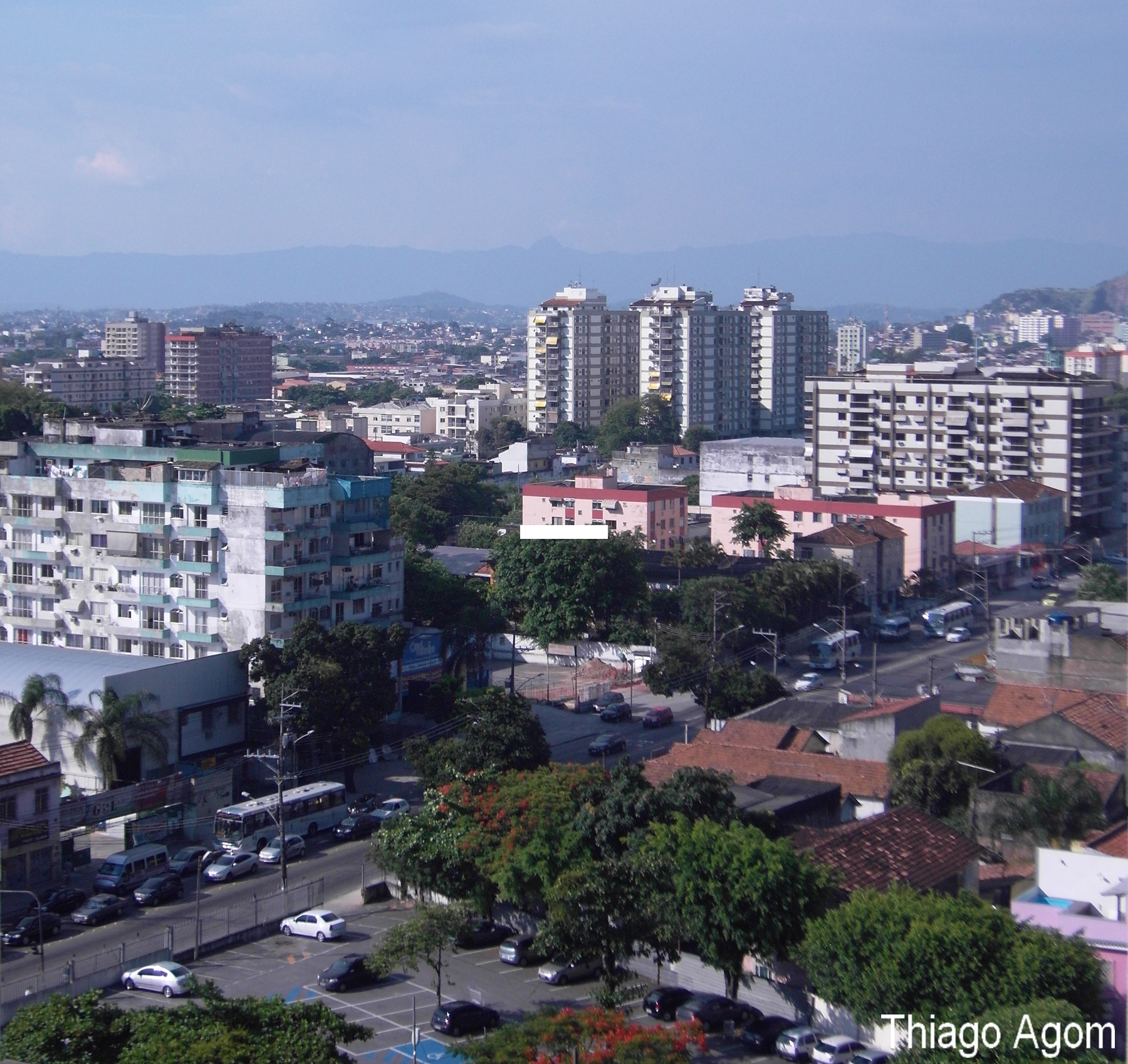
Vista de part del Carrer Cândido Benício amb el barri del Campinho al fons

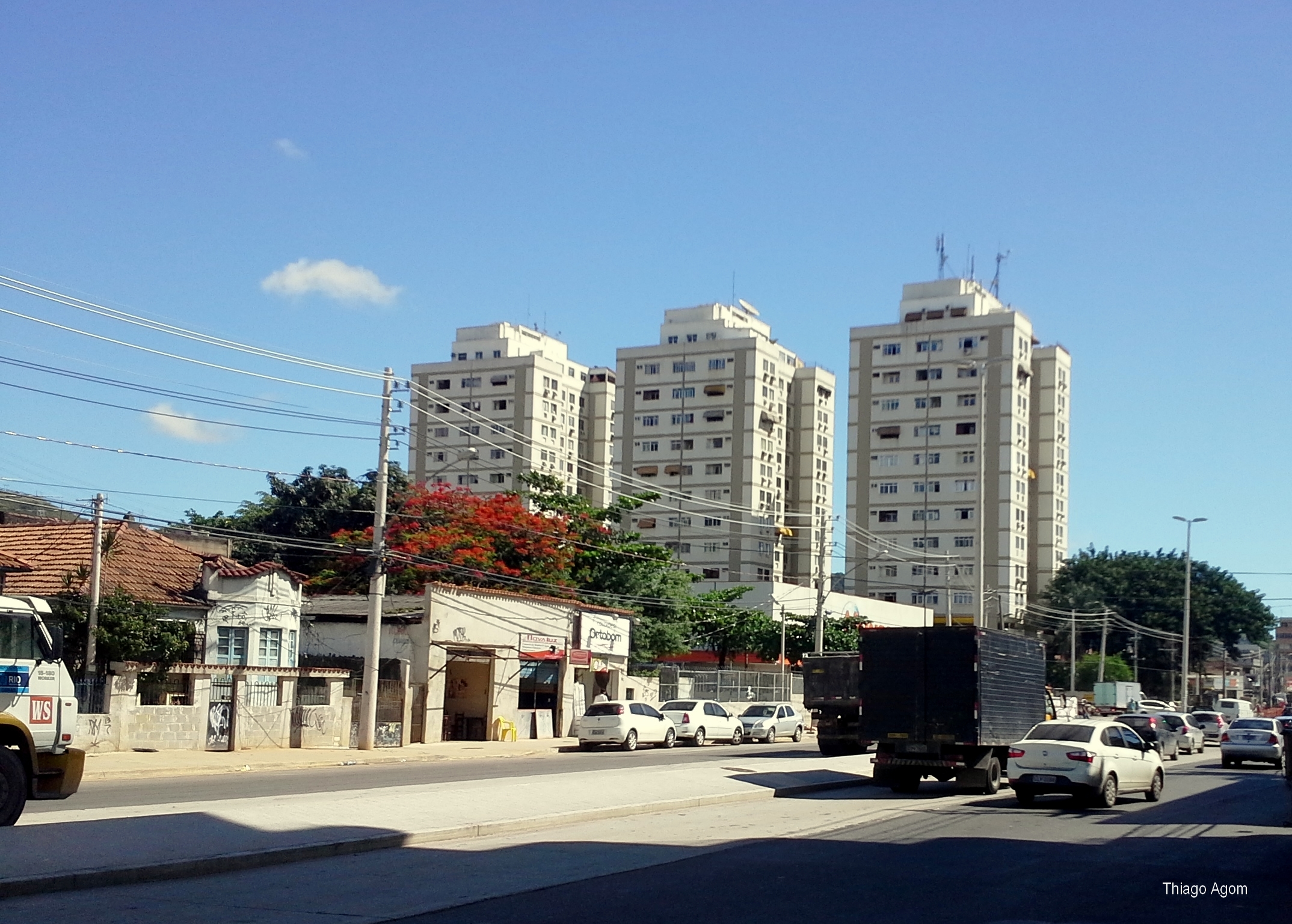
Carrer Cândido Benício

Forma part de la regió administrativa de Jacarepaguá, la seu de la qual queda en el barri.

## Història
Praça Seca originalment es deia Largo del Visconde de Asseca. El nom es referia al 4t Vescomte de Asseca (1698-1777), antic propietari de les terres, que va promoure la urbanització d'aquella àrea.
Encara en el segle xvi, els germans Martim i Gonçalo Correia de Sá, fills del governador-general Salvador Correia de Sá van prendre possessió d'una vasta sesmaria concedida pel seu pare. Part d'aquestes terres va romandre en mans de la família durant moltes generacions. El segle xviii, el 4t Vescompte de Asseca (Martim Correia de Sá i Benevides Velasco), descendent del primer Martim, va donar a la comunitat una àrea per a la creació d'un jardí. El lloc va agafar el nom de Largo do Visconde de Asseca, després Largo d'Asseca, sent per fi transformada, popularment, en Praça Seca.
Durant tot el segle xx, des de la dècada dels trenta fins a la dels 80, la zona de Praça Seca va rebre incomptables famílies d'immigrants portuguesos que s'hi van instal·lar.
Considerada el marc inicial del desenvolupament de la regió de Jacarepaguá, el barri acollia els principals cinemes de la zona: El cinema Baroneza i l'Ipiranga. A finals de la dècada de 1990 i inici dels anys 2000 el barri va començar a patir amb la favelització als voltants i la sortida de famílies tradicionals a Barra da Tijuca i a la zona sud de la ciutat de Rio. Amb els Jocs Olímpics i Paraolímpics de 2016, es van fer un munt d'inversions com la construcció de nous condominis i del BRT Transcarioca.